# اندریاس راسموسن
اندریاس راسموسن (دانمارکی: Andreas Rasmussen; ۱۵ مارس ۱۸۹۳ – ۲۳ فوریهٔ ۱۹۶۷) بازیکن هاکی روی چمن اهل دانمارک بود.